# 大島由美子
大島 由美子（おおしま ゆみこ）は、中京圏を拠点に活動するローカルタレント。NTB（旧・名古屋タレントビューロー）所属。愛知県大府市出身。身長162cm。血液型A型。中学校教員免許や高等学校教員免許などを所持する。

## 出演

### テレビ番組
- Myチョイス（東海テレビ）
- パチンコNOW TV 2 （2004年 - 2006年、CBCテレビ）
- パチンコNOW TV SITE 7 （2006年 - 2008年、CBCテレビ）
- UP! （メ〜テレ）
- PA-VU （テレビ愛知）
- 情報満載（テレビ愛知）
- NIGHT SPOT （テレビ愛知）
- パナスキー（三重テレビ）
- あなたにピッ! （三重テレビ）
- HOT 6 GOGO（テレビ静岡）
- 街角ふれあい（クローバーTV）
- ちたまる（メディアスチャンネル）
- トレンドナビ（チャンネルCTY）
- DO it! 笑顔が一番（チャンネルCTY）
- 下呂へGO!（ケーブルテレビCCN）

### ラジオ番組
- ラジオショッピング（FMAICHI）
- ハイ!ナゴヤマガジン編集局です（東海ラジオ）
- 名フィルへのお誘い（2003年 - 2006年、FMAICHI）
- メディアススタジオ（メディアスエフエム）
- クラシック・アワー（メディアスエフエム）
- 名フィル クラシック・スクエア（FMAICHI、毎週日曜7:00~7:30）

## その他の主な活動
- ユニモールおしゃれジョッキー